# تیلر آیلند (مریلند)
تیلر آیلند (به انگلیسی: Taylors Island) شهری در ایالت مریلند کشور ایالات متحده آمریکا است که جمعیت آن در سرشماری سال ۲۰۱۰ میلادی، ۱۷۳ نفر بوده‌است.